# Lucius Faenius Felix
Lucius Faenius Felix war ein im 2. Jahrhundert n. Chr. lebender Angehöriger des römischen Ritterstandes (Eques).
Durch eine Inschrift, die beim Kastell Blatobulgium gefunden wurde, ist belegt, dass Felix um 122/158 Tribun der Cohors I Nervana Germanorum war, die zu diesem Zeitpunkt in der Provinz Britannia stationiert war.